# Renealmia dressleri
Renealmia dressleri är en enhjärtbladig växtart som beskrevs av Paul Maas. Renealmia dressleri ingår i släktet Renealmia och familjen Zingiberaceae.
Artens utbredningsområde är Panama. Inga underarter finns listade i Catalogue of Life.